# Thomas Spence
Thomas Spence (Newcastle upon Tyne, 21 juin 1750 - Londres, 8 septembre 1814) est un démocrate radical et un avocat de la collectivisation de la terre. Il est le fils d'un cordonnier écossais.

## Biographie
Un conflit à propos des droits sur les biens communaux à Newcastle upon Tyne l'amène à s'intéresser à la question agraire (voir Réforme agraire). Il n'est pas pour la nationalisation de la terre mais pour l'établissement de communautés paroissiales autonomes, dans lesquels le loyer payé à la Paroisse étant la seule taxe possible.
Son pamphlet, Les Vrais droits de l'homme, qui est diffusé la première fois à Newcastle sous un titre différent en 1775 parait à Londres en 1793. Il est réédité par Henry Hyndman sous le titre "La nationalisation de la terre" en 1775 et 1882. Dans le pamphlet, il développe le concept de "philanthropie spencéenne".
- Toutes les terres seraient tenues en commun dans chaque paroisse;
- Les profits des loyers seraient utilisés pour l'administration, des bibliothèques publics et des écoles du lieu;
- Chaque paroisse choisirait un représentant pour une assemblée nationale;
- Chaque adulte mâle devrait être membre de la milice.

Dans Le droit des Enfants (1797) Spence développe une critique de La Justice Agraire, l'ouvrage de Thomas Paine dans lequel il propose de créer une taxe foncière et de dotation universelle. Thomas Spence juge cette proposition trop peu ambitieuse, et propose à la place, de verser, au niveau de chaque municipalité, un véritable revenu de base distribué périodiquement à tous les membres de la communauté, sans exception. Ce système serait financé par le surplus des profits des loyers récoltés au niveau de chaque paroisse :
« On peut raisonnablement supposer que ce surplus, qui doit être distribué à toutes les âmes vivant dans la paroisse au premier jour de chaque trimestre, se monte à deux tiers du total des loyers prélevés. Mais quel que soit son montant, cette part du surplus des loyers est un droit imprescriptible de tout être humain dans la société civilisée, au titre d’équivalent des ingrédients naturels de leur patrimoine commun, dont ils sont privés du fait de leur mise en location à des fins de culture et d’amélioration »
Spence quitte Newcastle pour Londres, où il garde une boutique de livres à High Holborn. Il passe sept mois en 1794 à la Prison de Newgate pour publication de pamphlet déplaisant aux autorités, et en 1801, il est condamné à 12 mois pour un écrit diffamatoire dans un pamphlet intitulé "Les restaurateurs de la société à son état naturel". Il meurt à Londres le 8 septembre 1814.
Ses admirateurs forment une société des "Philanthropistes spencéens", qu'Harriet Martineau évoque dans son livre "L'Angleterre pendant ses trente ans de paix". William Davidson et Robert Wedderburn ont adhéré à ce groupuscule.

## Référence
1. ↑  Eduardo Matarazzo Supplicy (sénateur du PT-SP), Citizen’s Basic Income: The Answer is Blowing in Wind, 2006
2. ↑  « L'Allocation Universelle », sur www.uclouvain.be (consulté le 5 juillet 2015)